# Selchow (Storkow (Mark))
Selchow (niedersorbisch Želchow) ist ein Ortsteil von Storkow (Mark) im Landkreis Oder-Spree in Brandenburg. Das 2003 eingemeindete Dorf wurde 1321 erstmals urkundlich erwähnt und hatte 2021 267 Einwohner.

## Geographie und Naturraum

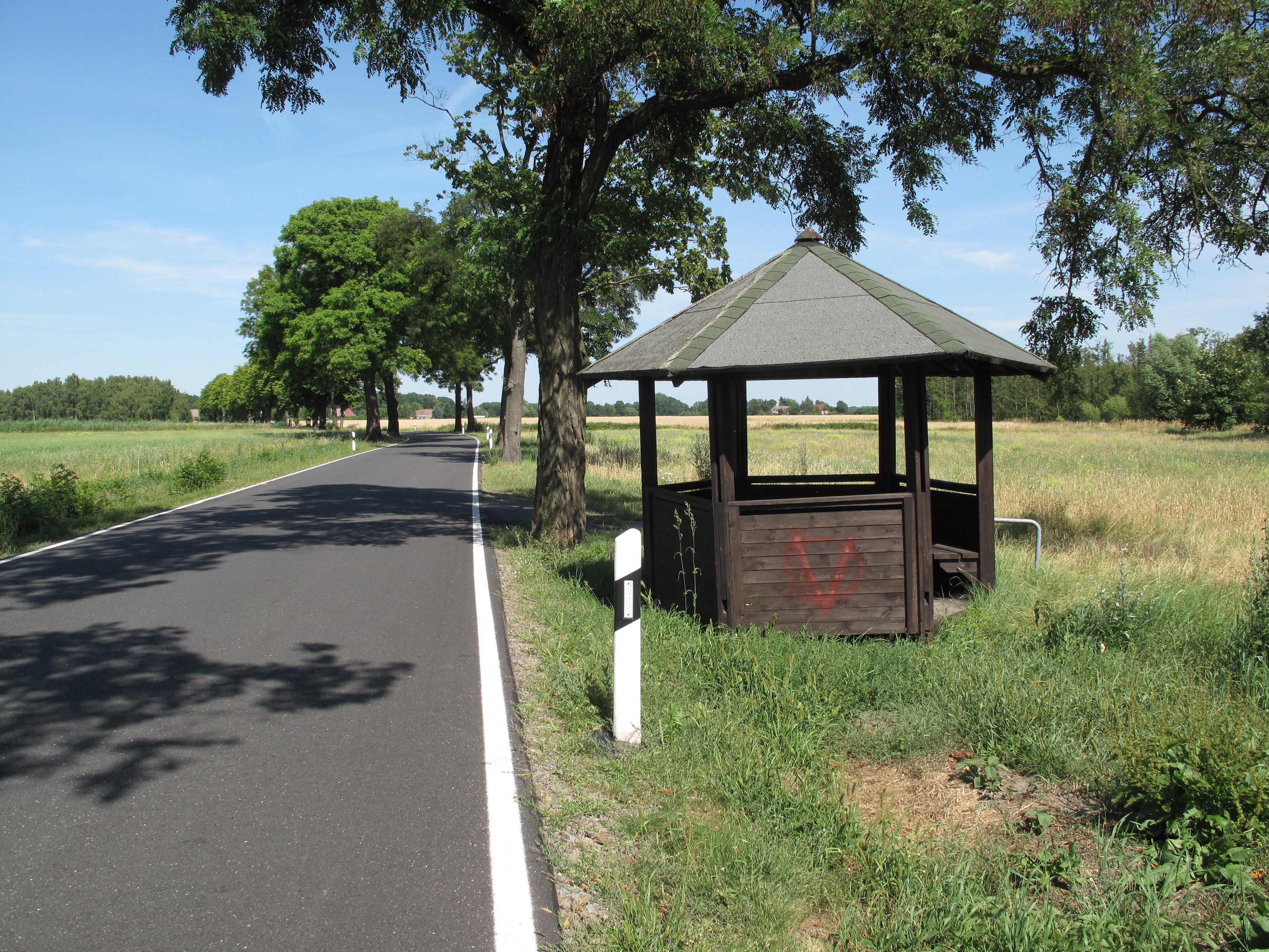
Landschaft südlich des Dorfkerns an der K 6746

Die Gemarkung Selchows erstreckt sich im Naturpark Dahme-Heideseen an den Westufern des Großen Wochowsees und Großen Selchower Sees sowie am Nordufer des Schweriner Sees. Die drei Seen sind Teil der sechs Seen umfassenden Groß Schauener Seenkette, deren Wasserflächen, teils mit den angrenzenden Uferpartien, komplett zum Storkower Ortsteil Bugk gehören.  Das naturgeschützte Gebiet um die Seenkette wurde 2001 von der Heinz Sielmann Stiftung erworben. In Sielmanns Naturlandschaft Groß Schauener Seen widmet sich die Stiftung dem Erhalt der Seen und des Lebensraums verschiedener Tierarten wie zum Beispiel Fischadler, Fischotter oder Fledermaus. Der „Aussichtsturm Selchow“ nahe dem Großen Wochowsee bietet einen Überblick über das angrenzende Naturschutzgebiet. Der zehn Meter hohe hölzerne Aussichts- und Vogelbeobachtungsturm wurde 1993 mit Mitteln des Umweltministeriums Brandenburg errichtet und 2005 nebst der angrenzenden Feuchtwiese von der Sielmann-Stiftung erworben. 2009 ließ die Stiftung, unterstützt durch Mittel des Landes Brandenburg aus der Konzessionsabgabe Lotto, den Turm sanieren und mit einem Dach ausstatten. Der Turm bildet den Endpunkt eines Natur-Erlebniswegs, der an der Fischerei Köllnitz beginnt. Im Südwesten umfasst die Selchower Gemarkung einen Teil des Naturschutzgebiets Linowsee-Dutzendsee.
Das Angerdorf selbst liegt rund 1000 Meter landeinwärts an der Kreisstraße K 6746, die an der Fischerei Köllnitz, einem Wohnplatz des Storkower Ortsteils Groß Schauen, von der Bundesstraße 246 abzweigt und über Selchow nach Schwerin führt und dort endet.

## Geschichte

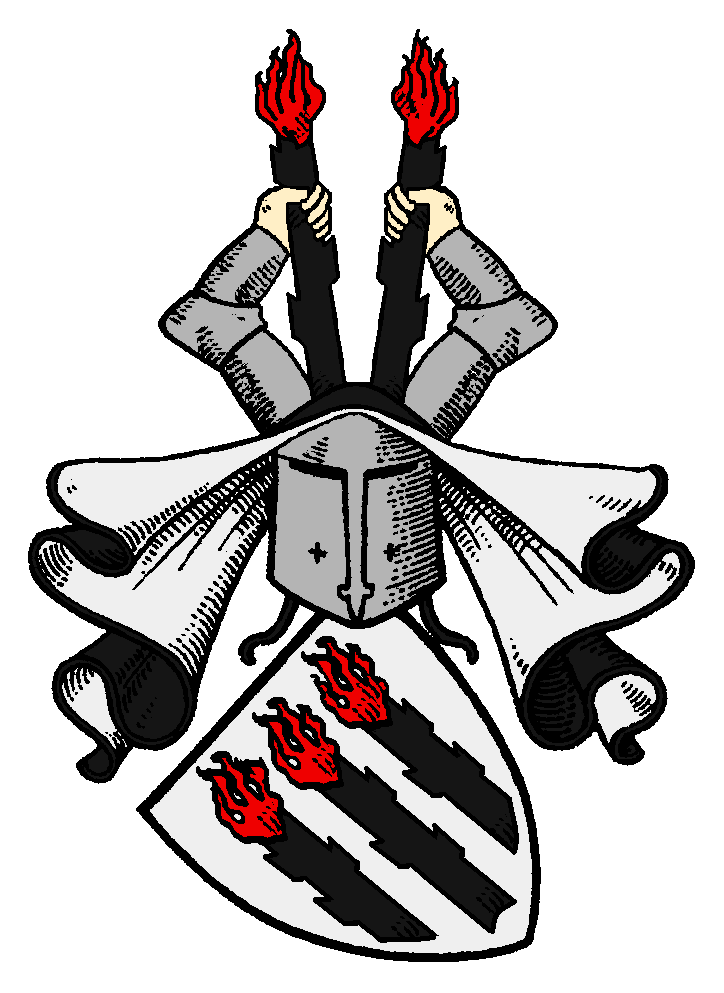
Wappen der v. Löschebrand

Der Name des 1321 als Selco erstmals urkundlich erwähnten Ortes leitet sich von Dorf des Selich oder Schelich ab, möglicherweise der Name des slawischen Ortsgründers. Der gleichnamige See wurde bereits 1316–1319 mit dem Eintrag in stagno Selcowe in einer Urkunde verzeichnet, die in den von Hermann Krabbo und Georg Winter bearbeiteten und 1955 neu herausgegebenen Regesten der Markgrafen von Brandenburg aus askanischem Hause enthalten ist. Im Urkundeninventar wird eine Urkunde vom 3. November 1444 aufgeführt, nach der ein Otto Briescht (?) zu Briest die Dörfer Selchow, Kehrig und Bugk für 69 Schock Groschen verpfändete. Er war damals Vasall des Friedrich von Bieberstein.
1463 kam Selchow in den Besitz der von Löschebrands, die Dorf und Gut über 400 Jahre lang bis über 1880 besaßen. Namhaft wurde Julius Otto Eduard von Löschebrand, bis 1853 Landrat des Kreises Beeskow-Storkow. Das Gut Selchow hatte nach dem 1879 amtlich publizierten General-Adressbuch der Rittergutsbesitzer der Provinz Brandenburg einen Umfang von 546,53 ha. Davon waren 131,87 ha Forsten. Verwalter war zu jener Zeit der Ober-Amtmann Schadow. Als Eigentümer wurden immer noch geführt die Geschwister von Löschebrand, Kinder des genannten Landrats. Gut Selchow ging als Besitz weiter an die Freiherren von Rheinbaben, einer ursächlich als Schlesien stammenden Familie, über eine Vererbung. Elise von Löschebrand (1822–1868), Gutsbesitzerin auf dem Nachbargut Sauen, war die erste Ehefrau des Heinrich Freiherr von Rheinbaben (1815–1885). Und so fiel das Gutseigentum an ihren gemeinsamen Sohn Leo Max Freiherr von Rheinbaben (1849–1918). Leo, Hauptmann a. D. und Rechtsritter des Johanniterordens, war liiert mit der US-Amerikanerin Bertie Tholen (1865–1942), sie lebte als Witwe in Potsdam. Das Ehepaar Rheinbaben hatte die Kinder Günther Freiherr von Rheinbaben, Landrat des Kreises Osthavelland, und Heinz Freiherr von Rheinbaben (1888–1918), gefallen Leutnant im 1. Garde-Regiment zu Fuß. Ihr Vater wirkte als Landwirt vor Ort, schon um 1896 ist Leo Freiherr von Rheinbaben der neue Gutsherr in Selchow. Landwirtschaftlich ging er neue Wege, züchtete Simmenthaler Rindvieh, Yorkshire-Schweine und Merino-Schafe.
Später besaß der Banker Paul Mankiewitz das Gut Selchow. Auf ihn geht auch der Bau des Landhauses Selchow mit Gutshauscharakter zurück. Nachdem Paul Mankiewitz 1924 auf seinem Gut Selchow verstorben war, ging das Haus an seine Söhne. Namentlich führte eine Mankiewitz`sche Gustverwaltungs-Gesellschaft die Besitzung, vertreten durch den Administrator Herbert Baumann. Zum Gut Selchow gehörten so 1929 etwa 560 ha Gesamtfläche, davon 185 ha Forsten. Die Erbengemeinschaft der Brüder wurde nach 1933 enteignet.
Selchow gehörte als Gemeinde bis zur DDR-Länderreform 1952 zum Landkreis Beeskow-Storkow. Am 26. Oktober 2003 wurde Selchow nach Storkow (Mark) eingemeindet.

## Bauten

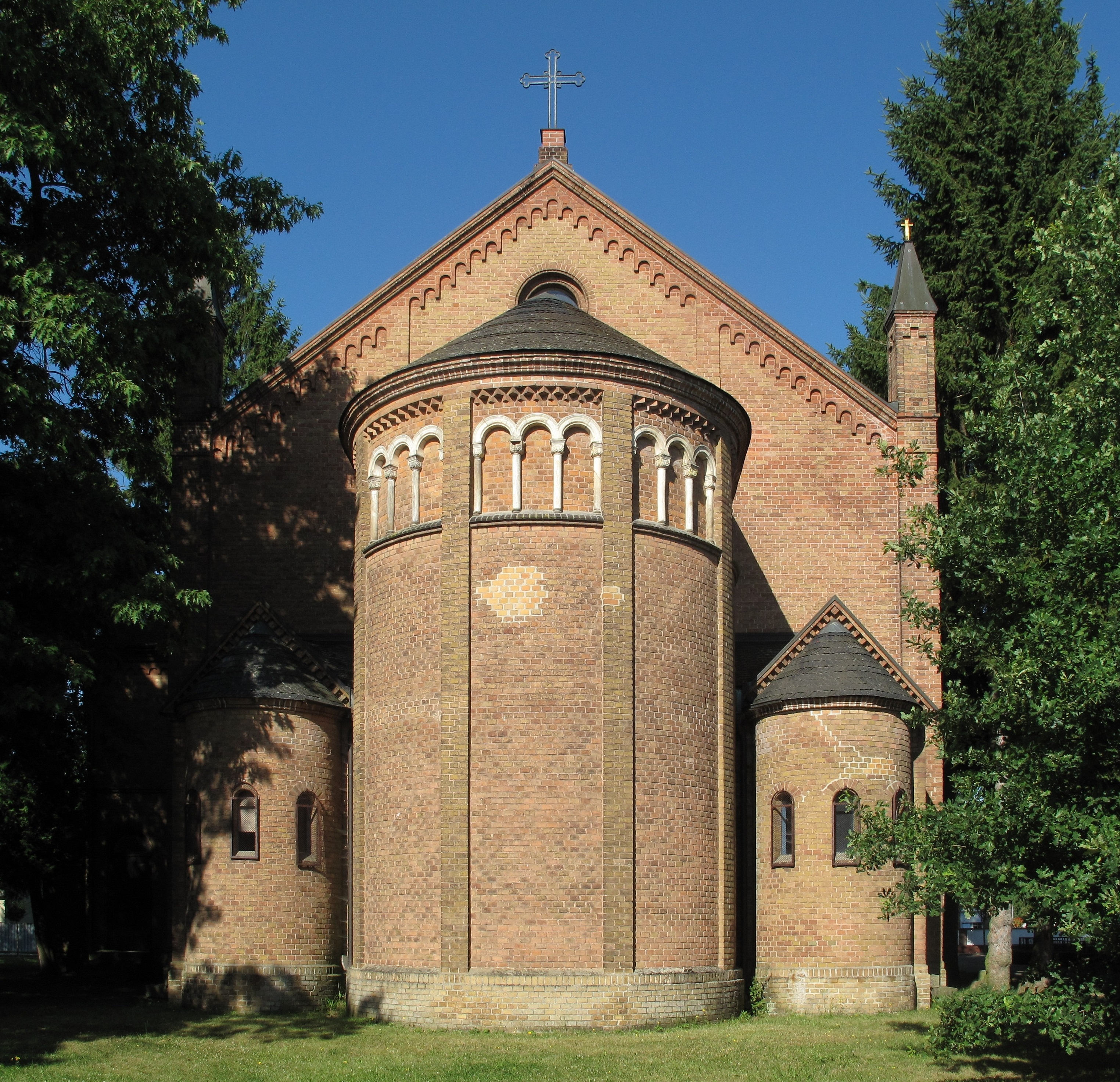
Dorfkirche von 1866

Zu den Baudenkmälern der Region Storkow zählen die Selchower Dorfkirche und das gegenüberliegende Pfarrhaus. Auch das lange baufällige Selchower Schloss beziehungsweise Landhaus, das seit 2013 restauriert wird, steht unter Denkmalschutz. Es wurde 1913 im Neubarockstil erbaut. Sehenswert ist zudem die ehemalige Schule, die wie die Kirche, das historische Spritzenhaus und das Kriegerdenkmal auf dem Anger steht. 100-jährige Linden und Kastanien umgeben die Gebäude.

### Kirche
Nachdem die alte Selchower Kirche am 3. Oktober 1860 durch ein Feuer vernichtet worden war, wurde das neue Kirchengebäude 1865–1866 nach Plänen von Friedrich August Stüler in neuromanischen Formen errichtet und am 3. Oktober 1866 eingeweiht. Die Patronatsloge des Backsteinbaus geht auf die Gutsbesitzerfamilie von Löschebrand zurück. Der Davidstern im Fenster der Loge wurde nachträglich durch die Familie von Paul Mankiewitz eingelassen. Der Bankier hatte das Rittergut schon 1901 gekauft und 1913 das Schloss Selchow/Landhaus Selchow bauen lassen. Die Kirche wurde mehrfach restauriert und saniert; Ende der 1990er-Jahre erfolgte eine aufwändige Innensanierung. Das Triptychon an der Wand, das ursprünglich für den Altar vorgesehen war, stammt von der Grafikerin und Malerin Renate Niethammer.
Die Gemeinde ist Teil der Evangelischen Kirchengemeinde Storkower Land im Kirchenkreis Fürstenwalde-Strausberg der Evangelischen Landeskirche Berlin-Brandenburg-schlesische Oberlausitz (EKBO).

### Landhaus Selchow

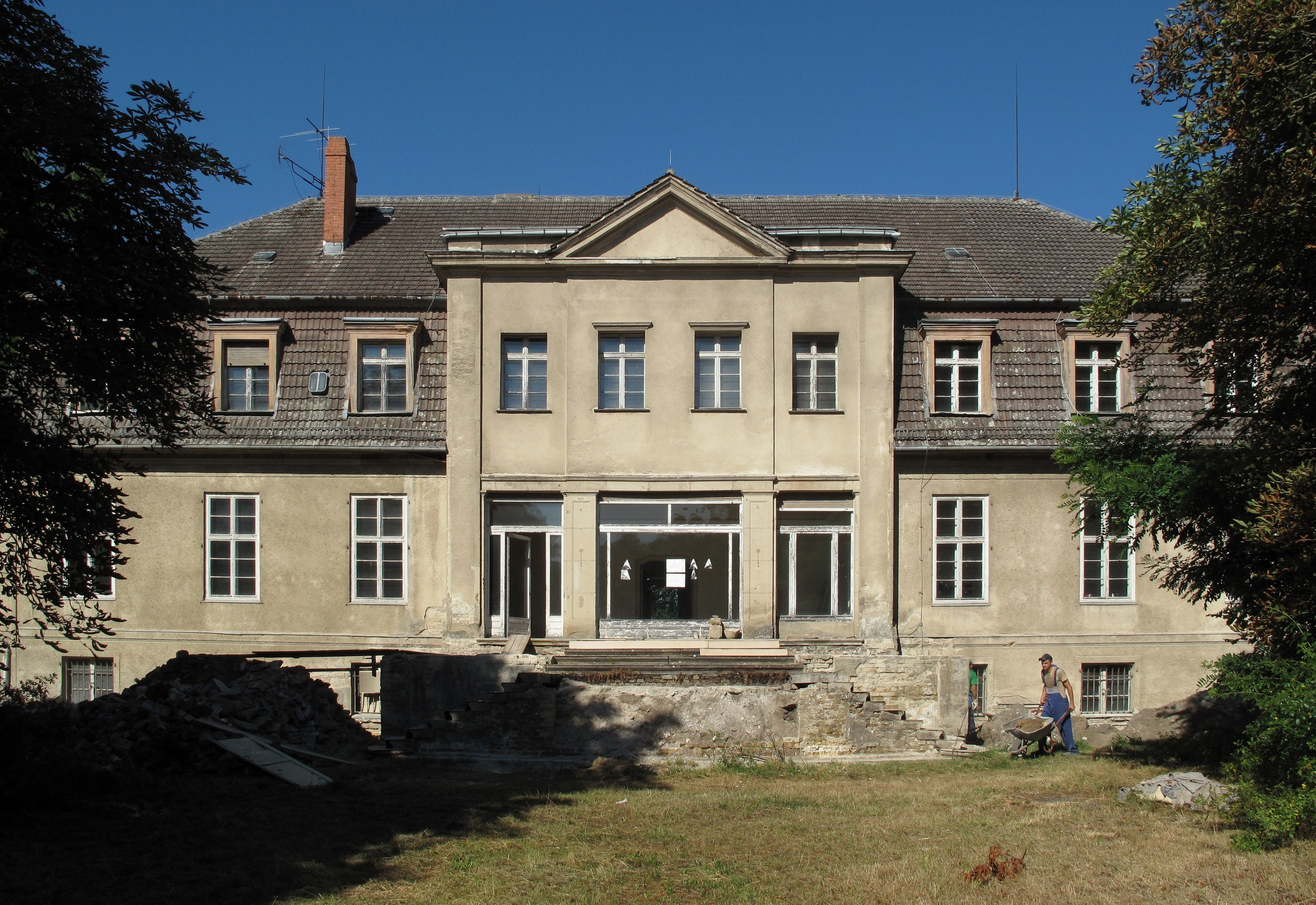
Landhaus Selchow 2013 während der Sanierung

Das Gutshaus/Herrenhaus des ehemaligen Rittergutes Selchow ist unter dem Namen „Landhaus Selchow“ in der Denkmalliste des Landes Brandenburg eingetragen; in jüngerer Zeit (Stand 2013) wird es zunehmend als „Schloss Selchow“ bezeichnet. Das Landhaus wurde 1913 von dem Architekten Alfred Breslauer für den genannten Bankier Paul Mankiewitz gebaut. Der neubarocke Putzbau mit dreiachsigem Mittelrisalit liegt unter einem Mansardwalmdach in einer zwei Hektar umfassenden Gartenanlage. In der NS-Zeit wurde die jüdische Familie Mankiewitz gezwungen, das Gut zu verkaufen und emigrierte nach Argentinien beziehungsweise Großbritannien. In der DDR-Zeit beherbergte es zunächst eine LPG, dann den Konsum, anschließend eine Bank und zuletzt das Kinderferienlager des Fleischkombinats Eisenhüttenstadt.
Seit 1991 stand das Haus leer und war zuletzt baufällig. 2012 wurde es von Christoph Kamps, der in Berlin und New York eine Agentur für Markenkommunikation betreibt, und von seiner Frau Susanne Groß, Schauspielerin am Mecklenburgischen Staatstheater Schwerin, erworben. Seit 2013 lässt das Paar die Anlage mit eigenen und mit EU-Mitteln unter dem Namen „Schloss Selchow“ sanieren und restaurieren. Die neuen Besitzer wollen das Haus als Kultur- und Veranstaltungsort öffentlich zugänglich machen. Beispielsweise sind Fahrradgruppen, Yoga-Kurse und Workshops angedacht. Die Investition ziele nicht auf einen Gewinn, vielmehr wollen die Besitzer nach eigener Angabe ein Stück Geschichte wieder erlebbar werden lassen und Menschen, denen es um Natur und Nachhaltigkeit gehe, der Natur wieder ein Stück näher bringen.

## Infrastruktur und Dorfleben
Im Jahr 2012 führte die Hochschule für nachhaltige Entwicklung Eberswalde (HNEE) in der Kernstadt Storkow und in zehn der vierzehn Storkower Ortsteile (sämtlich umliegende Dörfer) eine Dörferbefragung durch, darunter auch in Selchow. Zwar sind die erhobenen Daten […] weder repräsentativ für die Gesamtbevölkerung noch genügen Sie den Standards empirischer Sozialforschung vollständig, dennoch liefern sie Fakten und Hinweise auf die Infrastruktur und das Dorfleben. In der Studie beschreiben die Autoren das Dorfbild unter anderem wie folgt:

„Im Ort ist eine kleine Grünanlage mit Holzpavillon sowie Sitzgelegenheit vorhanden. Zudem besitzt fast jedes Haus einen eigenen Nutz- und/oder Ziergarten und den dazugehörenden Schuppen. Das Dorf hat einen Angerdorfplatz mit Pumpbrunnen, Holzbänken und Tischen. Hier stehen auch ein Kriegerdenkmal an der alten Eiche und ein Schaukasten für Aushänge und Neuigkeiten für die Einwohner. An der Landstraße befindet sich eine Bushaltestelle, neben den unbefestigten Wegen gibt es mehrere kleinere Dorfstraßen und Kopfsteinpflasterstraßen. Einige private Häuser befinden sich noch im Rohbau, einige Häuser stehen leer. Neue Käufer sind aufgrund der zu hohen Kosten, bezüglich des Sanierungsaufwandes, schwer zu finden.“

### Kommunale Selbstverwaltung, Einrichtungen und Mobilität

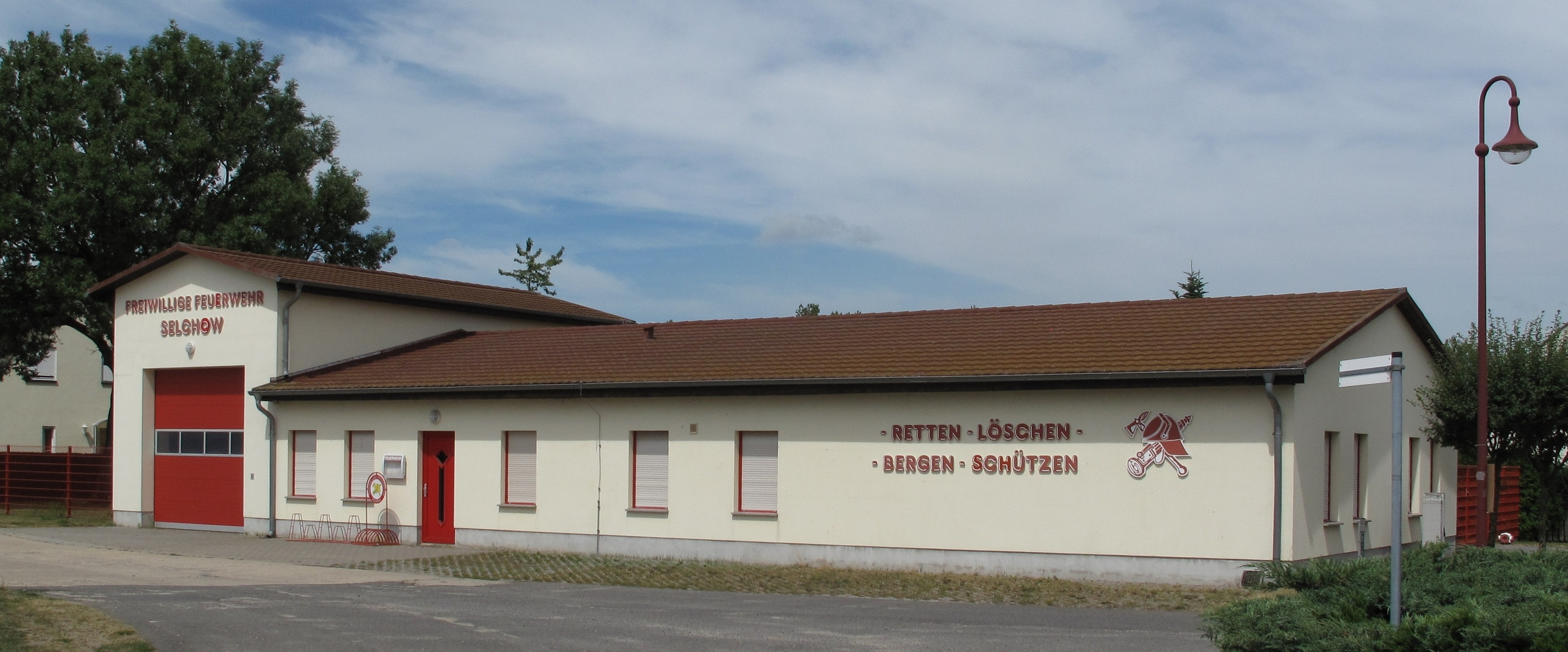
Freiwillige Feuerwehr Selchow

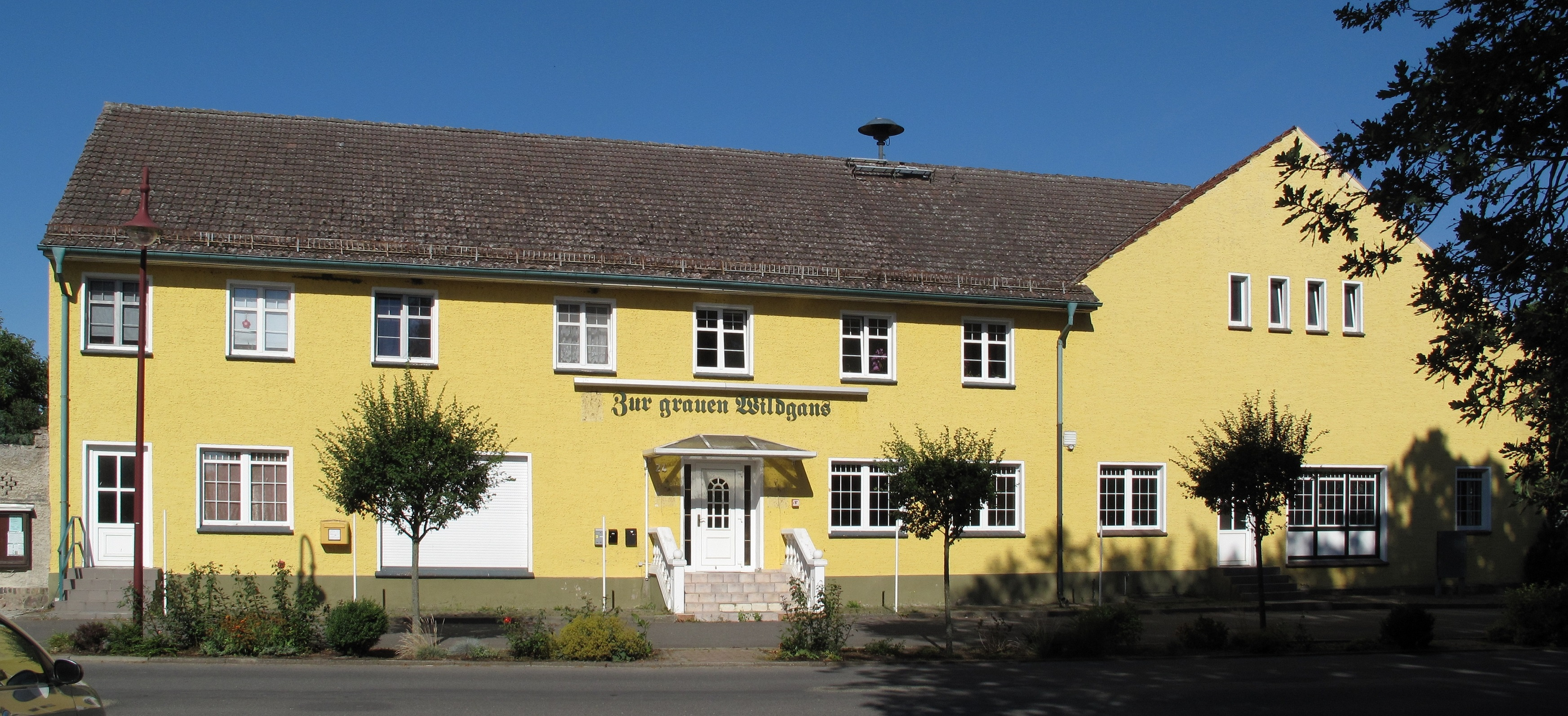
Gasthaus „Zur grauen Wildgans“

Die Interessen Selchows in der Stadt Storkow vertritt ein Ortsvorsteher und ein Ortsbeirat (stellvertretender Ortsvorsteher). Die Eingemeindung nach Storkow im Jahr 2003 und die damit verbundene Abhängigkeit sehen die Selchower – wie die Bewohner der meisten anderen Ortsteile auch – eher kritisch und erleben sie als Beschneidung ihrer Handlungsfähigkeit. Allerdings attestieren sie ihrem Ortsvorsteher und -beirat, dass sie sich sehr engagiert für die Belange der Dorfbewohner einsetzen und fühlen sich sehr gut vertreten.
Da Selchow kein kommunales Gemeindehaus besitzt, finden Veranstaltungen zumeist in den Räumlichkeiten der Freiwilligen Feuerwehr Selchow oder in der Gaststätte „Zur grauen Wildgans“ statt, dem einzigen Gasthaus des Dorfes. Zwar gibt es zwei Sportplätze – einen öffentlichen und einen privat betriebenen – aber keinen Sportverein und, abgesehen von der Feuerwehr, auch keine sonstigen Vereine und keine Schule mehr. Die wenigen Jugendlichen des überalterten Dorfes – der Großteil der Bewohner ist über 50 Jahre alt – beklagen den Mangel an Treffpunkten und kulturellen Angeboten. Der ehemalige kleine Kaufladen musste aus wirtschaftlichen Gründen aufgeben. An den Öffentlichen Nahverkehr ist Selchow durch die Linie 407 der Busverkehr Oder-Spree (BOS) an Storkow angebunden. Da der Bus am Wochenende überhaupt nicht und werktags auch nur siebenmal verkehrt (Stand 2013), sehen insbesondere ältere Selchower und Dörfler, die nicht über ein Auto verfügen, ihre räumliche Mobilität erheblich eingeschränkt. Aufgrund der fehlenden Einkaufsmöglichkeiten, hinsichtlich notwendiger Arztbesuche und für die Schulkinder werden die seltenen Fahrzeiten als sehr problematisch wahrgenommen. Eine bessere Bedienung mit Verkehrsleistungen im öffentlichen Personennahverkehr und ein Dorfladen, der schließlich immer auch sozialer Treffpunkt sei, gehört daher auf der Wunschliste der Bewohner neben einem Gemeinschaftshaus zu den oberen Prioritäten.

### Wirtschaft, Naturparktourismus und Wohnzufriedenheit

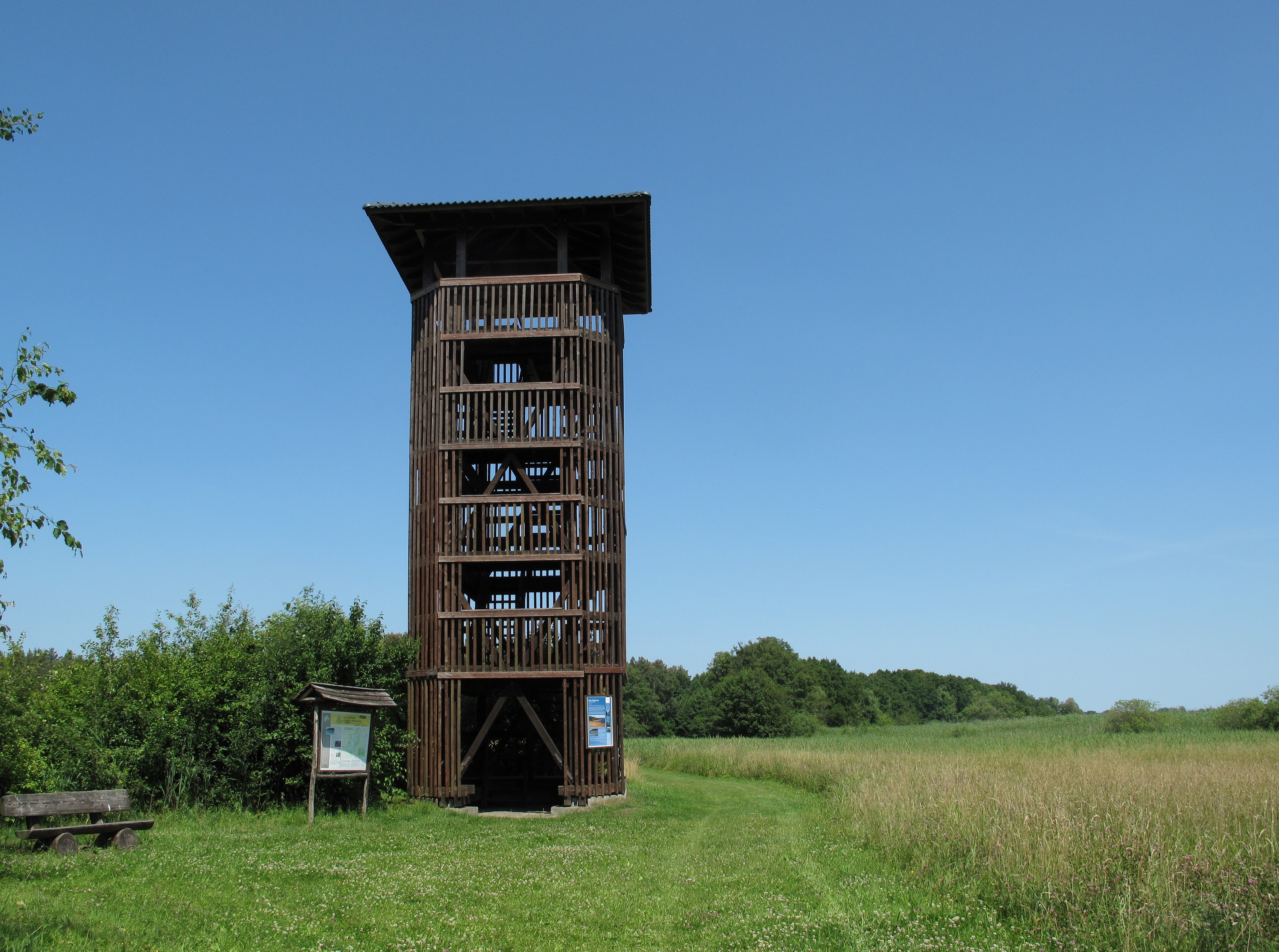
Aussichtsturm Selchow am Großen Wochowsee

Nach den Ergebungen der HNE Eberswalde ist Selchow mit 91 % der Storkower Ortsteil mit der höchsten Erwerbstätigenquote; die niedrigste Quote weist mit 32 % Kummersdorf auf. Im Dorf gibt es relativ viele selbstständige Firmen und Betriebe. Dazu gehören unter anderem eine GmbH für Fenstertechnik, ein Heizungs-, Sanitär- und Lüftungsbetrieb, ein Kleintierhandel mit Futterbörse, der Hofladen einer Imkerei, eine Jägerei, die Gaststätte und eine Musikschule. Die übrigen Erwerbstätigen sind überwiegend Pendler und arbeiten meist in der Stadt Storkow oder in Fürstenwalde und sind rund eine halbe Stunde zu ihren Arbeitsstätten unterwegs. Den wenigen Jugendlichen allerdings machen es fehlende berufliche Perspektiven beinahe unmöglich, im Dorf sesshaft zu bleiben, auch wenn bei einigen der Wunsch dazu vorhanden ist. Im Rahmen des Naturparktourismus zieht die Landschaft vor allem Fahrradtouristen nach Selchow, die hier mangels geeigneter Unterkünfte allerdings allenfalls kurz den Dorfanger besichtigen, den Aussichtsturm am See besuchen oder Rast in der Gaststätte, die sich mit ihren Öffnungszeiten auf die Fahrradtouristen eingestellt hat, machen. Aussagen, dass Touristen nur anhalten, um nach dem Weg zu fragen oder sich vor dem Ortsschild zu fotografieren, kamen aus Selchow, Kehrigk, Görsdorf und Philadelphia. Mit der Sanierung des Landhauses erhoffen sich die Selchower, eine touristische Attraktion zu schaffen und eine Verbesserung des Arbeitsangebotes im Ort.
Trotz der wenigen öffentlichen Einrichtungen und der eingeschränkten Mobilität ist die Wohnzufriedenheit der befragten Selchower außerordentlich hoch. Als Grund wurden insbesondere der ruhige Standort und die naturgeschützte, attraktive Landschaft mit ihren zahlreichen Badestellen, die von allen Generationen genutzt werden, genannt. Der Aspekt Wohnen, wo andere Urlaub machen war für einige Einwohner von Selchow, wie auch von Kummersdorf und Kehrigk, ein Grund für die Wahl des Wohnortes.

### Nachbarschaftshilfe und bürgerliches Engagement
Weitere Faktoren für das Wohlbehagen der Selchower mit ihrer Wohnsituation sind die gut funktionierende Nachbarschaftshilfe und der gute kommunikative Austausch innerhalb der Dorfgemeinschaft, den die Bewohner als besondere Stärke ihres Ortes sehen.

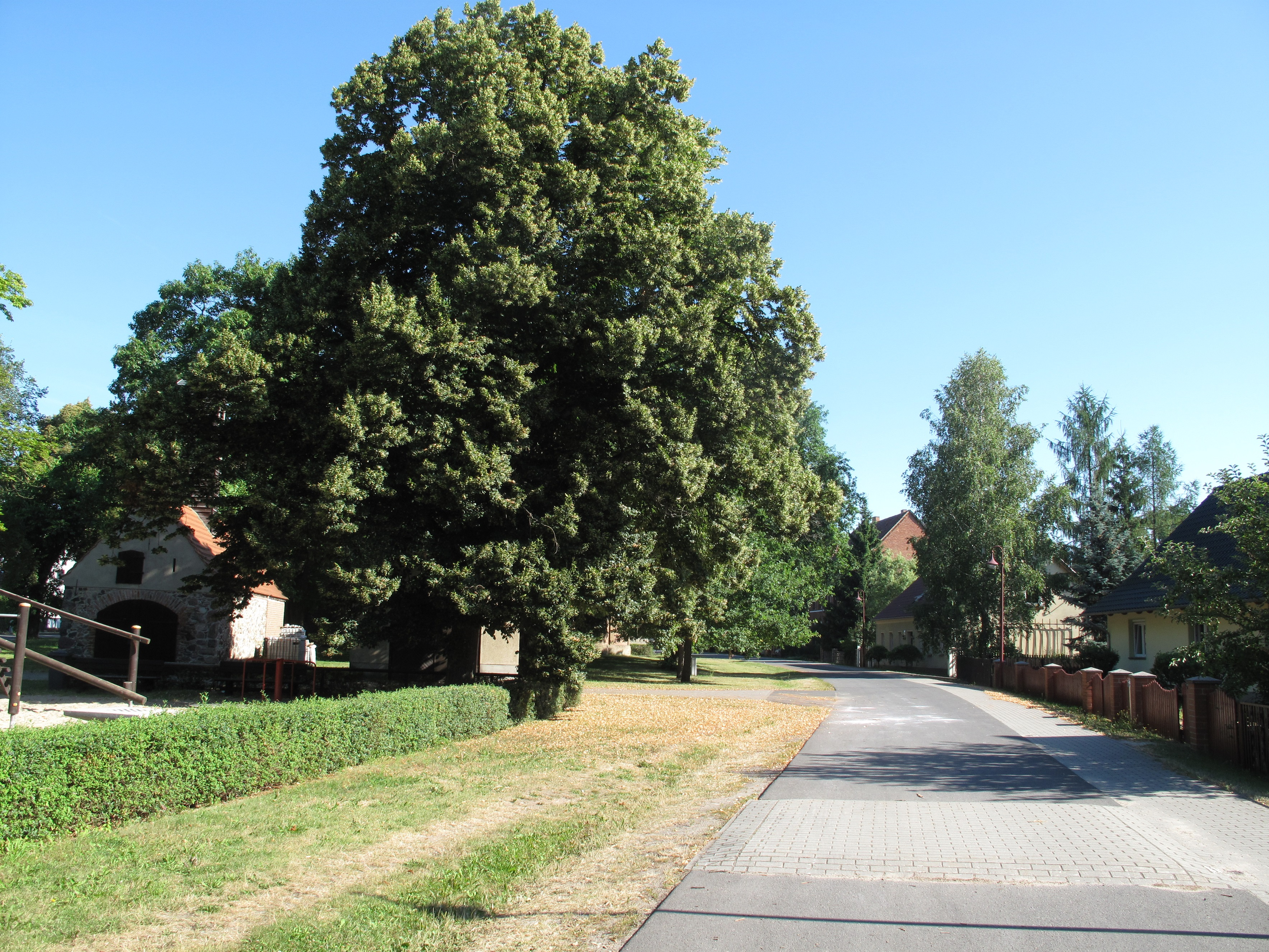
Dorfanger mit gemeinschaftlich saniertem Gehweg

„Die BürgerInnen legen viel Wert auf ihre jährlichen Veranstaltungen. Dazu gehören beispielsweise das Osterfeuer, das Dorffest, aber auch die wöchentlichen Treffen, wie Rommé- und Rentnernachmittage oder Rückenschule. Für Kinder und Jugendliche wird neben der freiwilligen Feuerwehr auch Musikschulunterricht und Judotraining angeboten. Da Selchow kein Gemeindehaus besitzt, finden viele der Veranstaltungen in den Räumlichkeiten der freiwilligen Feuerwehr oder im Gasthaus statt. Ein beliebter Freizeittreffpunkt ist der Sportplatz mit kleinem Aufenthaltshäuschen und rustikaler Sitzgruppe, auf denen die Kinder und Jugendlichen Fußball, Tischtennis oder Volleyball spielen können. In regelmäßigen Abständen veranstalten dort junge Familien ein zwangloses Volleyballturnier. Für die ganz kleinen Selchower gibt es einen Spielplatz mit Kletterturm, Rutsche, Wippe und modernen Holzbänken, der von den Eltern gut angenommen wird. Ein Großteil der BürgerInnen sind Mitglieder in der Kirchengemeinde und erfreuen sich der Veranstaltungen, die von der Kirche angeboten werden.“

Dazu kommen gemeinsame Pflanzaktionen oder Maßnahmen wie die gemeinschaftliche Sanierung des Gehwegs. Demgegenüber bildeten die Selchower das Schlusslicht aller Storkower Ortsteile bei der Frage, ob sie sich im Ort engagieren würden. Der Widerspruch zwischen ausgezeichneter Nachbarschaftshilfe/Kommunikation und geringem Engagement dürfte zum Teil in den mangelnden beziehungsweise nicht vorhandenen Strukturen/Organisationen begründet liegen. Denn auf die Frage, wo sie sich im Dorf engagieren, gaben im Schnitt rund 35 % in Vereinen an. Schlusslicht bildete auch hier Selchow mit 12 % der Befragten.